# 相樂亨
相樂亨（1976年6月25日—），日本足球旁證。
他於2002年取得日本足球協會頒發的「1級裁判員資格」。翌年，成為日本職業足球聯盟的助理裁判。2004年，得以為J1聯賽執法。2007年，他考獲國際足協的國際裁判資格，能夠為國際比賽執法。2009年，被日本足協評為「專業裁判」。2010年世界盃，他為烏拉圭對法國這場揭幕戰擔任旁證，並取得好評。4年之後，他再次為2014年世界盃的首戰執法。

## 資料來源
1. ↑  .   [2014-06-13]. （原始内容存档于2020-10-01）.
2. ↑  . スポーツニッポン. 2014-06-10  [2014-06-12]. （原始内容存档于2014-06-14）.